# Campeonato Europeu de Atletismo em Pista Coberta de 2000
O 26º Campeonato Europeu de Atletismo em Pista Coberta foi realizado na Arena de esportes de Flandres, em Gante, Bélgica, entre os dias  25 de fevereiro e 27 de fevereiro de 2000. 44 nações participaram do torneio com 546 atletas em 28 modalidades

## Medalhistas
Masculino 
| Evento               | Ouro                                                                            | Prata                                                                         | Bronze                                                                           |
| 60 m                 | Jason Gardener · Reino Unido · 6,49 s                                           | Georgios Theodoridis · Grécia · 6,51 s                                        | Angelos Pavlakakis · Grécia · 6,54 s                                             |
| 200 m                | Christian Malcolm · Reino Unido · 20,54                                         | Patrick Stevens · Bélgica · 20,70                                             | Julian Golding · Reino Unido · 21,05                                             |
| 400 m                | Ilia Dzhuvondov · Bulgária · 46,63                                              | David Canal · Espanha · 46,85                                                 | Marc Raquil França 47,28                                                         |
| 800 m                | Yuri Borzakovski · Rússia · 1:47,92                                             | Nils Schumann · Alemanha · 1:48,41                                            | Balázs Korányi · Hungria · 1:48,42                                               |
| 1500 m               | José Redolat · Espanha · 3:40,51                                                | James Nolan · Irlanda · 3:41,59                                               | Mehdi Baala França 3:42,27                                                       |
| 3000 m               | Mark Carroll · Irlanda · 7:49,24                                                | Rui Silva · Portugal · 7:49,70                                                | John Mayock · Reino Unido · 7:49,97                                              |
| 60 m com barreiras   | Staņislavs Olijars · Letónia · 7,50                                             | Tony Jarrett · Reino Unido · 7,53                                             | Tomasz Ścigaczewski · Polónia · 7,56                                             |
| 4x400 m              | Chéquia · Jiří Mužík · Jan Poděbradský · Štěpán Tesařík · Karel Bláha · 3:06,10 | Alemanha · Ingo Schultz · Ruwen Faller · Marco Krause · Lars Figura · 3:06,64 | Hungria · Péter Nyilasi · Zétény Dombi · Attila Kilvinger · Tibor Bédi · 3:09,35 |
| salto em altura      | Viacheslav Voronin · Rússia · 2,34 m                                            | Martin Buss · Bermudas · 2,34 m                                               | Dragutin Topić Predefinição:RFY 2,34 m                                           |
| salto com vara       | Alexander Averbuj · Israel · 5,75                                               | Martin Erixson · Suécia · 5,60                                                | Rens Blom · Países Baixos · 5,50                                                 |
| salto em comprimento | Petar Dachev · Bulgária · 8,26                                                  | Bogdan Ţăruş · Roménia · 8,20                                                 | Vitali Shkurlatov · Rússia · 8,10                                                |
| salto triplo         | Charles Friedek · Alemanha · 17,28                                              | Rostislav Dimitrov · Bulgária · 17,22                                         | Paolo Camossi · Itália · 17,05                                                   |
| arremesso de peso    | Timo Aaltonen · Finlândia · 20,62                                               | Manuel Martínez · Espanha · 20,38                                             | Miroslav Menc · Chéquia · 20,23                                                  |
| heptatlo             | Tomáš Dvořák · Chéquia · 6.424 pts.                                             | Roman Šebrle · Chéquia · 6.271 pts.                                           | Eriki Nool · Estónia · 6.200 pts.                                                |

Feminino 
| Evento               | Ouro                                                                                      | Prata                                                                                     | Bronze                                                                        |
| 60 m                 | Ekaterini Thanou · Grécia · 7,05 s                                                        | Petia Pendareva · Bulgária · 7,11 s                                                       | lrina Puja · Ucrânia · 7,11 s                                                 |
| 200 m                | Muriel Hurtis França 23,06                                                                | Alenka Bikar · Eslovênia · 23,16                                                          | Ekaterina Leshchova · Rússia · 23,20                                          |
| 400 m                | Svetlana Pospelova · Rússia · 51,66                                                       | Natalia Nazarova · Rússia · 51,69                                                         | Helena Fuchsová · Chéquia · 52,32                                             |
| 800 m                | Stephanie Graf · Áustria · 1:59,70                                                        | Natalia Tsiganova · Rússia · 2:00,17                                                      | Sandra Stals · Bélgica · 2:01,34                                              |
| 1500 m               | Violeta Szekely · Roménia · 4:12,82                                                       | Olga Kuznetsova · Rússia · 4:13,45                                                        | Yulia Kosenkova · Rússia · 4:13,60                                            |
| 3000 m               | Gabriela Szabo · Roménia · 8:42,06                                                        | Lidia Chojecka · Polónia · 8:42,42                                                        | Marta Domínguez · Espanha · 8:44,08                                           |
| 60 m com barreiras   | Linda Ferga França 7,88                                                                   | Patricia Girard França 7,98                                                               | Elena Krasovska · Ucrânia · 8,03                                              |
| 4x400 m              | Rússia · Olesia Zikina · Irina Rosichina · Yulia Sotnikova · Svetlana Pospelova · 3:32,53 | Itália · Francesca Carbone · Carla Barbarino · Patrizia Spuri · Virna de Angeli · 3:35,01 | Roménia · Georgeta Lazăr · Otilia Ruicu · Anca Safta · Alina Râpanu · 3:36,28 |
| salto em altura      | Kajsa Bergqvist · Suécia · 2,00 m                                                         | Zuzana Hlavoňová · Chéquia · 1,98 m                                                       | Olga Kaliturina · Rússia · 1,96 m                                             |
| salto com vara       | Pavla Hamáčková · Chéquia · 4,00                                                          | Elena Beliakova · Rússia / · Christine Adams · Alemanha · 4,35                            |                                                                               |
| salto em comprimento | Erica Johansson · Suécia · 6,89                                                           | Heike Drechsler · Alemanha · 6,86                                                         | Iva Prandzheva · Bulgária · 6,80                                              |
| salto triplo         | Tatiana Lebedeva · Rússia · 14,68                                                         | Cristina Nicolau · Roménia · 14,63                                                        | Iva Prandzheva · Bulgária · 14,63                                             |
| arremesso de peso    | Larisa Peleshenko · Rússia · 20,15                                                        | Nadine Kleinert · Alemanha · 19,23                                                        | Astrid Kumbernuss · Alemanha · 19,12                                          |
| pentatlo             | Karin Ertl · Alemanha · 4.671 pts.                                                        | Irina Vostrikova · Rússia · 4.615 pts.                                                    | Urszula Włodarczyk · Polónia · 4.590 pts.                                     |

## Quadro de medalhas
| Ordem | País          | Medalha de ouro | Medalha de prata | Medalha de bronze | Total |
| ----- | ------------- | --------------- | ---------------- | ----------------- | ----- |
| 1.    | Rússia        | 5               | 4                | 4                 | 13    |
| 2.    | Chéquia       | 3               | 2                | 2                 | 7     |
| 3.    | Alemanha      | 2               | 6                | 0                 | 8     |
| 4.    | Bulgária      | 2               | 2                | 2                 | 6     |
| 5.    | Roménia       | 2               | 2                | 1                 | 5     |
| 6.    | França        | 2               | 1                | 2                 | 5     |
| 7.    | Reino Unido   | 2               | 1                | 2                 | 5     |
| 8.    | Suécia        | 2               | 1                | 0                 | 3     |
| 9.    | Espanha       | 1               | 2                | 1                 | 4     |
| 10.   | Grécia        | 1               | 1                | 1                 | 3     |
| 11.   | Irlanda       | 1               | 1                | 0                 | 2     |
| 12.   | Letónia       | 1               | 0                | 0                 | 1     |
| 13.   | Israel        | 1               | 0                | 0                 | 1     |
| 14.   | Áustria       | 1               | 0                | 0                 | 1     |
| 15.   | Finlândia     | 1               | 0                | 0                 | 1     |
| 16.   | Polónia       | 0               | 1                | 2                 | 3     |
| 17.   | Itália        | 0               | 1                | 1                 | 2     |
| 18.   | Bélgica       | 0               | 1                | 1                 | 2     |
| 19.   | Portugal      | 0               | 1                | 0                 | 1     |
| 20.   | Eslovênia     | 0               | 1                | 0                 | 1     |
| 21.   | Hungria       | 0               | 0                | 2                 | 2     |
| 22.   | Ucrânia       | 0               | 0                | 2                 | 2     |
| 23.   | Estónia       | 0               | 0                | 1                 | 1     |
| 24.   | Países Baixos | 0               | 0                | 1                 | 1     |
| 25.   | Iugoslávia    | 0               | 0                | 1                 | 1     |

## Participantes por nacionalidade
| - Andorra (2) - Armênia (1) - Áustria (10) - Azerbaijão (1) - Bielorrússia (3) - Bélgica (29) - Bósnia e Herzegovina (2) - Bulgária (11) - Croácia (2) - Chipre (4) - Chéquia (13) - Dinamarca (2) - Estónia (3) - Finlândia (13) - França (50) | - Alemanha (50) - Reino Unido (28) - Grécia (22) - Hungria (20) - Islândia (4) - Irlanda (7) - Israel (5) - Itália (36) - Letónia (4) - Lituânia (5) - Luxemburgo (1) - Macedônia do Norte (1) - Malta (1) - Moldávia (1) - Países Baixos (11) | - Noruega (5) - Polónia (18) - Portugal (9) - Roménia (18) - Rússia (53) - San Marino (2) - Eslováquia (6) - Eslovênia (12) - Espanha (22) - Suécia (20) - Suíça (8) - Turquia (8) - Ucrânia (21) - Iugoslávia (2) |